# Marguerite de Rochechouart
Marguerite de Rochechouart de Montpipeau (1 de enero de 1665- París, 23 de octubre de 1727) fue una monja erudita francesa.

## Biografía
Abadesa de la Abadía de Montmartre, dirigió este monasterio de monjas benedictinas desde el 13 de septiembre de 1713, durante la regencia de Felipe II de Orleans, hasta su muerte en 1727. De la Abadía de Montmartre (actualmente en el territorio de París) ya desaparecida, solo queda la iglesia de Saint-Pierre de Montmartre.

## Honores
Muchos lugares y edificios de los alrededores han tomado el nombre de Rochechouart:
- la barrera de Rochechouart,
- Boulevard Marguerite-de-Rochechouart, que en 2020 seguía siendo el único bulevar parisino con nombre de una mujer[3]
- la calle Marguerite de Rochechouart[4]
- el distrito de Rochechouart
- el teatro de Gaîté Rochechouart
- la estación de Barbès - Rochechouart, una de las pocas estaciones de metro en París con nombre de una mujer junto a la Estación de Louise Michel, la Estación de Piere et Marie Curie y la Estación de Europe que honra a la política francesa Simone Veil.